# Жвака-галс

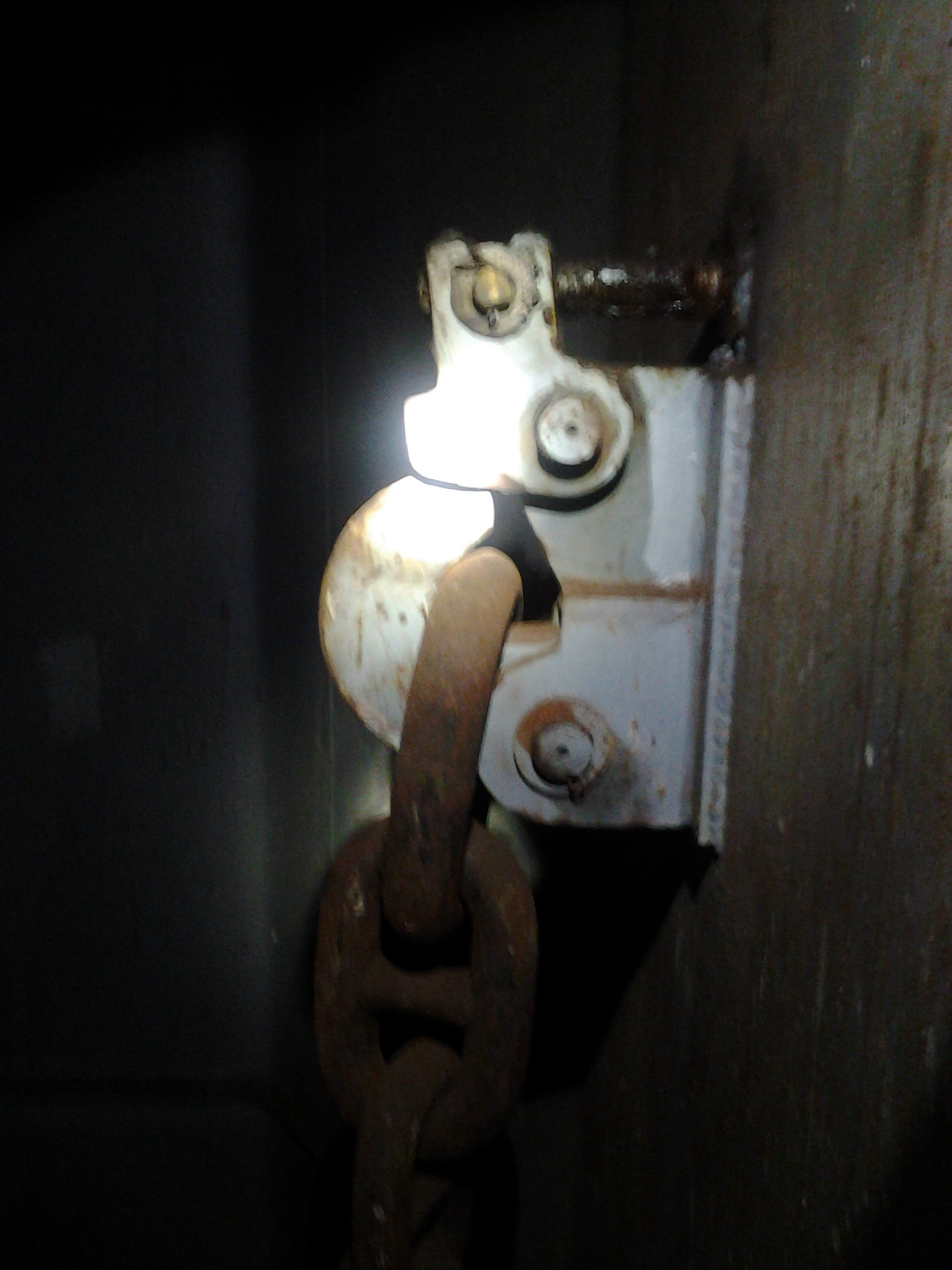
Кріплення корінної змички ланцюга до стінки ланцюгового ящика

Жва́ка-галс (нід. zwak-hals, досл. «слабка шия») — пристрій для з'єднання якірного ланцюга з корпусом судна. На вітрильному флоті жвака-галсом називався трос для додаткового кріплення якірного ланцюга під час потужного вітру, який обносили навколо грот-щогли.
Сучасний жвака-галс — шматок ланцюга однакової товщини з якірним ланцюгом (якірним канатом), нижній кінець якого приєднується до рима в ланцюговому ящику, міцно з'єднаного з набором корпусу корабля, а верхній споряджається глаголь-гаком. Призначення цього пристрою — прикріпити кінець якірного ланцюга до судна так, щоб при потребі швидко і легко звільнитися від якоря. Довжина жвака-галса зазвичай обирається такою, щоб вона була більшою за висоту ланцюгового ящика: для можливості від'єднання глаголь-гака з палуби. Вираз «витравити якірний ланцюг до жвака-галса» означає витравити якірний ланцюг, що лежить в ланцюговому ящику, на всю його довжину: так, щоб жвака-галс натягнувся.